# Bibala
Bibala este un oraș în partea de sud a Angolei, în Provincia Namibe. Reședința municipalității omonime.